# ホセ・マリア・カラスコ
ホセ・マリア・カラスコ・サンギーノ（José María Carrasco Sanguino  ,  1997年10月11日 - ）は、ボリビア・サンタクルス県サンタ・クルス・デ・ラ・シエラ出身のプロサッカー選手。リーガ・デ・フットボル・プロフェシオナル・ボリビアーノのクルブ・ブルーミングに所属している。ポジションはMF。

## 来歴
2015-16シーズン終盤にトップチームに昇格し、2016年5月8日のナシオナル・ポトシ戦でプロデビュー。2019年シーズンより先発に定着。3月15日のスポルト・ボーイズ・ワルネス戦で、プロ初ゴールを決めた。

## ボリビア代表
2017年の南米ユース選手権に、U-20のボリビア代表として出場。2019年5月に、コパ・アメリカ2019のメンバーに選出。本大会は出場機会無しで終了したが、大会前の6月3日のフランス戦で、フル代表デビューした。